# کسی (مجموعه تلویزیونی)
کسی (کره‌ای: 썸바디; لاتین‌نویسی اصلاح‌شده: Sseombadi) یک مجموعه تلویزیونی اینترنتی کره جنوبی سال ۲۰۲۲ به کارگردانی جونگ جی وو و با بازی کیم یونگ-کوانگ، کانگ هه ریم، کیم یونگ جی و کیم سو یون است. این مجموعه در ۱۸ نوامبر ۲۰۲۲ در نتفلیکس منتشر شد.

## بازیگران

### اصلی
- کیم یونگ-کوانگ در نقش سونگ یون اوه[۶]

یک طراح معماری و یک قاتل روانی که احساسات واقعی خود را آشکار نمی‌کند. او پس از ملاقات با کیم سوم شروع به افشای خود واقعی پنهانش می‌کند.
- کانگ هه ریم در نقش کیم سوم[۷]

توسعه‌دهنده اپلیکیشن «سام‌بادی». او استعداد خارق‌العاده‌ای در توسعه برنامه ارتباط اجتماعی و چت هوش مصنوعی دارد. او سندرم آسپرگر دارد.
- کیم یونگ جی در نقش ایم ووک وون
- کیم سو یون در نقش یونگ گی اون